# Brian Cox
Brian Denis Cox (Dundee; 1 de junio de 1946) es un actor británico. De formación teatral clásica, fue el primer actor en representar al personaje de Hannibal Lecter en cine, antes que Anthony Hopkins, en la película de suspense Manhunter (1986). Interpretó al magnate de los medios de comunicación Logan Roy en la serie de HBO Succession (2018-2023), siendo candidato al Emmy.

## Biografía
Debutó en el cine con Nicolás y Alejandra, en 1971. A principios de los años 1980 interpretó la primera versión del personaje de Hannibal Lecter. También trabajó con Daniel Day-Lewis en el filme The Boxer, de Jim Sheridan. Ha trabajado en películas como Troya, donde interpretó a Agamenón, El caso Bourne, Rob Roy, Braveheart, Match Point y X-Men 2, en el rol de William Stryker (el creador de Wolverine). 
Realizó en 2000 una destacable y fiel encarnación del "mariscal del aire", Hermann Göring, en el docudrama Los juicios de Nuremberg, siendo candidato al Globo de Oro a mejor actor por dicho papel. Tres años después dio la voz a Lionel Starkweather, principal antagonista del videojuego Manhunt, desarrollado por Rockstar Games (Creadores de la saga GTA/Grand Theft Auto, Max Payne y Red Dead Redemption).
Recibió el premio al mejor actor en el Festival de Cine de Sitges de 2008.

## Filmografía

### Películas

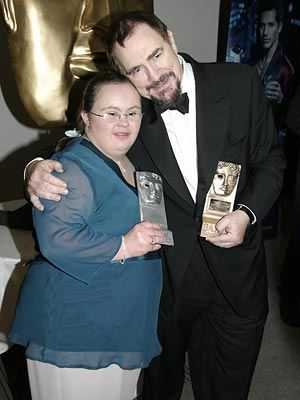
Brian Cox con Paula Sage en los BAFTA Scotland 2008.

| Año  | Título                                         | Personaje                                        |
| 1971 | Nicolás y Alejandra                            | Trotski                                          |
| 1977 | Rooms                                          | Eric Prentiss                                    |
| 1980 | Hammer House of Horror (Serie): S1-E7          | Chuck Spillers                                   |
| 1984 | Pope John Paul II                              | Padre Góra                                       |
| 1986 | Manhunter                                      | Dr. Hannibal Lecter                              |
| 1990 | Agenda oculta (Hidden Agenda)                  | Kerrigan                                         |
| 1994 | Voluntad de hierro                             | Angus McTeague                                   |
| 1995 | Braveheart                                     | Argyle Wallace                                   |
| 1995 | Rob Roy                                        | Killearn                                         |
| 1996 | Reacción en cadena                             | Lyman Earl Collier                               |
| 1996 | The Long Kiss Goodnight                        | Dr. Nathan Waldman                               |
| 1997 | Besos que matan                                | Jefe Hatfield, departamento de policía de Durham |
| 1998 | Tres son multitud                              | Dr. Nelson Guggenheim                            |
| 1999 | Enamorado                                      | Gary Wheeler                                     |
| 2000 | Núremberg                                      | Hermann Göring                                   |
| 2001 | Super Troopers                                 | Cap. John O'Hagen                                |
| 2001 | L.I.E.                                         | John Harrigan                                    |
| 2002 | The Bourne Identity                            | Ward Abbott                                      |
| 2002 | The Ring                                       | Richard Morgan                                   |
| 2002 | El ladrón de orquídeas                         | Robert McKee                                     |
| 2002 | La Hora 25                                     | James Brogan                                     |
| 2003 | X-Men 2                                        | William Stryker                                  |
| 2003 | El misterio de Wells                           | Tobías                                           |
| 2004 | The Bourne Supremacy                           | Ward Abbott                                      |
| 2004 | Troya                                          | Agamenón                                         |
| 2005 | Vuelo nocturno                                 | Joe Reisert                                      |
| 2005 | Match Point / La provocación                   | Alec Hewett                                      |
| 2005 | El Farsante                                    | Gary Barker                                      |
| 2006 | Deadwood: Pueblo Corrupto                      | Jack Langrishe                                   |
| 2006 | Admitido                                       | Sr. Brian                                        |
| 2007 | Zodiac                                         | Melvin Belli                                     |
| 2007 | Terra                                          | General Hemmer (voz)                             |
| 2007 | Terror en Halloween                            | Sr. Kreeg                                        |
| 2007 | The Water Horse: Legend of the Deep            | Viejo Angus                                      |
| 2008 | Red (Debieron decir la verdad...)              | Avery Ludlow                                     |
| 2009 | Scooby-Doo y la espada del samurái             | Dragón verde (voz)                               |
| 2009 | El fantástico Sr. Zorro                        | Daniel Peabody                                   |
| 2011 | Coriolanus                                     | Menenio                                          |
| 2011 | El origen del planeta de los simios            | John Landon                                      |
| 2011 | RED                                            | Iván Simonov                                     |
| 2011 | Citizen Gangster                               | Glover                                           |
| 2012 | Locos por los votos                            | Raymond Huggins                                  |
| 2012 | El Estrecho                                    | Harry Montebello                                 |
| 2013 | Una aventura en el espacio y el tiempo         | Sydney Newman                                    |
| 2013 | RED 2                                          | Iván Simonov                                     |
| 2013 | Mindscape                                      | Sebastián                                        |
| 2013 | Blumenthal                                     | Harold                                           |
| 2013 | Believe                                        | Sebastián                                        |
| 2013 | Her                                            | Alan Watts                                       |
| 2016 | The Autopsy of Jane Doe                        | Tommy Tilden                                     |
| 2016 | Medici: Masters of Florence                    | Bernardo Guadagni                                |
| 2016 | The Carer                                      | Sir Michael Gifford                              |
| 2018 | Super Troopers 2                               | Cap. John O'Hagen                                |
| 2019 | Strange but True                               | William “Bill” Erwin                             |
| 2022 | Prisoner’s Daughter                            | Max                                              |
| 2024 | The Lord of the Rings: The War of the Rohirrim | Helm Hammerhand                                  |
| 2024 | The Electric State                             |                                                  |
| 2025 | The Parenting                                  | Frank                                            |

## Premios y nominaciones
Premios Globo de Oro
| Año  | Categoría                           | Trabajo nominado | Resultado   |
| ---- | ----------------------------------- | ---------------- | ----------- |
| 2000 | Mejor actor - Miniserie o telefilme | Núremberg        | Candidato   |
| 2020 | Mejor actor - Drama                 | Succession       | Ganador     |
| 2022 | Mejor actor - Drama                 | Succession       | Candidato   |
| 2023 | Mejor actor - Drama                 | Succession       | "Pendiente" |

Premios Primetime Emmy
| Año  | Categoría                                  | Trabajo nominado | Resultado |
| ---- | ------------------------------------------ | ---------------- | --------- |
| 2000 | Mejor actor - Miniserie o telefilme        | Núremberg        | Ganador   |
| 2002 | Mejor actor invitado - Serie de televisión | Frasier          | Candidato |
| 2019 | Mejor actor - Serie dramática              | Succession       | Candidato |
| 2021 | Mejor actor - Serie dramática              | Succession       | Candidato |
| 2022 | Mejor actor - Serie dramática              | Succession       | Candidato |

Premios Satellite
| Año  | Categoría              | Trabajo nominado | Resultado |
| ---- | ---------------------- | ---------------- | --------- |
| 2002 | Mejor actor - Drama    | L.I.E.           | Ganador   |
| 2007 | Mejor actor de reparto | Zodiac           | Candidato |

Festival de Cine de Sitges
| Año  | Categoría   | Trabajo nominado                  | Resultado |
| ---- | ----------- | --------------------------------- | --------- |
| 2008 | Mejor actor | Red (Debieron decir la verdad...) | Ganador   |